# Parallelia swinhoei
Parallelia swinhoei là một loài bướm đêm trong họ Erebidae.